# Papilio homothoas
Papilio homothoas es una especie de mariposa, de la familia de los papiliónidos, que fue descrita por Rothschild & Jordan, en 1906 a partir de material proveniente de Ciudad Bolívar, en Venezuela. Algunos autores la colocan en el género o subgénero Heraclides.

## Distribución
Papilio homothoas tiene una distribución restringida a la región Neotropical y ha sido reportada en Guatemala, Costa Rica, Panamá, Colombia, Venezuela y la isla Trinidad.

## Plantas hospederas
Las larvas de P. homothoas se alimentan de plantas de los géneros Ruta y Citrus (Rutaceae).

## Conservación
Se considera que es una especie con una distribución restringida, pero no amenazada a nivel global.